# Stage Fright (Album)
Stage Fright ist das dritte Studioalbum der kanadischen Folk- und Country-Rock-Gruppe The Band. Es erschien am 17. August 1970 auf dem Label Capitol Records. Von der Kritik wurde das Album zumeist positiv aufgenommen, auch wenn es rückblickend meist von dem Klassik-Status seiner beiden Vorgänger überschattet wird. Stage Fright hatte jedoch bessere Chartplatzierungen als die anderen Alben der Band. In den US-amerikanischen Billboard-Charts kam das Album bis Platz 5, in Großbritannien bis Platz 15.
Stilistisch gesehen orientierte sich Stage Fright stärker am Rock als die beiden ersten Alben der Band. Die Atmosphäre des Albums war dunkler und die Gesangsharmonien, die die früheren Aufnahmen geprägt hatten, rückten in den Hintergrund. Robbie Robertson etablierte sich immer stärker als wichtigster Songwriter der Gruppe. Richard Manuel hingegen tauchte auf Stage Fright das letzte Mal in den Songwriting-Credits eines Albums der Band auf.
Stage Fright war das erste Album der Band, auf dem jeder der Musiker mindestens zwei Instrumente spielte. Auch war es das erste Album der Gruppe, das die fünf Musiker selbst produzierten. John Simon, der die ersten beiden Band-Alben produziert hatte, tauchte nur noch auf einem Track, The W.S. Walcott Medicine Show, als Gastmusiker auf. Todd Rundgren fungierte auf Stage Fright als Toningenieur.
Im Oktober 1970 erschien Time to Kill als Single mit The Shape I'm In als B-Seite. Die Single erreichte Rang 77 der US-amerikanischen Billboard Hot 100.

## Trackliste

### A-Seite
1. Strawberry Wine (Levon Helm/Robbie Robertson) – 2:34
2. Sleeping (Richard Manuel/Robertson) – 3:10
3. Time to Kill (Robertson) – 3:24
4. Just Another Whistle Stop (Manuel/Robertson) – 3:48
5. All La Glory (Robertson) – 3:31

### B-Seite
1. The Shape I'm In (Robertson) – 3:58
2. The W. S. Walcott Medicine Show (Robertson) – 2:58
3. Daniel and the Sacred Harp (Robertson) – 4:06
4. Stage Fright (Robertson) – 3:40
5. The Rumor (Robertson) – 4:13

### Wiederveröffentlichung
Am 29. August 2000 veröffentlichte Capitol das Album auf CD mit folgenden Bonustracks:
1. Daniel and the Sacred Harp (Robertson) – 5:01 (Alternate Take)
2. Time to Kill (Robertson) – 3:26 (Alternate Mix)
3. The W. S. Walcott Medicine Show (Robertson) – 3:05 (Alternate Mix)
4. Radio Commercial – 1:05